# Джейдис (тауншип, Миннесота)
Джейдис (англ. Jadis) — тауншип в округе Розо, Миннесота, США. На 2000 год его население составило 564 человека.

## География
По данным Бюро переписи населения США площадь тауншипа составляет 128,6 км², из которых 128,6 км² занимает суша, водоёмов нет.

## Демография
По данным переписи населения 2000 года здесь находились 564 человека, 203 домохозяйства и 163 семьи.  Плотность населения —  4,4 чел./км².  На территории тауншипа расположено 216 построек со средней плотностью 1,7 построек на один квадратный километр. Расовый состав населения: 98,94 % белых, 0,18 % азиатов, 0,35 % c Тихоокеанских островов и 0,53 % приходится на две или более других рас. Испанцы или латиноамериканцы любой расы составляли 0,71 % от популяции тауншипа.
Из 203 домохозяйств в 39,9 % воспитывались дети до 18 лет, в 68,0 % проживали супружеские пары, в 7,4 % проживали незамужние женщины и в 19,7 % домохозяйств проживали несемейные люди. 15,3 % домохозяйств состояли из одного человека, при том 3,9 % из — одиноких пожилых людей старше 65 лет. Средний размер домохозяйства — 2,78, а семьи — 3,04 человека.
31,0 % населения — младше 18 лет, 4,4 % — в возрасте от 18 до 24 лет, 28,9 % — от 25 до 44, 24,1 % — от 45 до 64, и 11,5 % — старше 65 лет. Средний возраст — 35 лет. На каждые 100 женщин приходилось 102,9 мужчин.  На каждые 100 женщин старше 18 приходилось 111,4 мужчин.
Средний годовой доход домохозяйства составлял 49 000 долларов, а средний годовой доход семьи —  49 167 долларов. Средний доход мужчин —  32 500  долларов, в то время как у женщин — 26 118. Доход на душу населения составил 19 434 доллара. За чертой бедности находились 1,2 % семей и 1,1 % всего населения тауншипа.